# Dama de Elche
A Dama de Elche, que data do século IV a.C., é uma escultura da época ibera com influência helénica, encontrada a 4 de Agosto de 1897 em Elche, perto de Alicante, Espanha - passou a constituir o símbolo de toda uma cultura ibérica. Hoje em dia está exposta no Museu Arqueológico Nacional de Espanha, em Madrid.
A  Dama de Elche  - Elche (evoca: Elfo, Elvas) - mede 56 cm de altura e tem nas costas uma cavidade quase esférica de 18 cm de diâmetro e 16 cm de profundidade, que seguramente servia, como divindade que se supõe representar, para introduzir relíquias, objectos sagrados ou cinzas de defunto. Muitas outras figuras ibéricas, encontradas noutros lugares, têm também nas costas um espaço côncavo e, como a Dama de Elche, os seus ombros apresentam-se ligeiramente curvados para a frente.

## Características técnicas
- Medidas: 56 cm de altura.
- Estilo ibero-arcaico com influências helénicas.
- Talhado em pedra caliza, policromada.